# مچ پا
مُچ پا یا قوزَک میان کف پا و ساق قرار دارد. این مفصل به‌گونه‌ای در انسان توسعه یافته که دو وظیفه مهم را به خوبی انجام می‌دهد؛ یکی تحمل سنگینی وزن بدن و دیگری توان حرکت و پیشروی را ممکن می‌سازد. بیش از سی مفصل در بین بیست و شش استخوان موجود وجود دارد.
مچ پا از استخوان‌های درشت‌نی و نازک‌نی و قاپ ساخته شده و از نوع قرقره‌ای یا لولایی می‌باشد. مفصل مچ پا همان مفصلی است که بین سر انتهایی استخوان‌های درشت‌نی، نازک‌نی و استخوان قاپ تشکیل می‌شود. استخوان قاپ با دو استخوان مجاور خود یعنی پاشنه و ناوی مفصل می‌شود. در مچ پا هفت استخوان وجود دارد که به نام‌های پاشنه، قاپ، ناوسان، تاسی و میخی‌های یک و دو و سه موسومند. استخوان‌های مچ پا را تارسال و استخوان‌های کف پا را متاتارسال می‌نامند.
تعداد استخوان‌های قابل توجه و تعداد مفاصل زیاد موجود در ناحیه مچ پا دارای رباط‌های متعددی می‌باشد که در واقع نگه دارنده و استحاکم بخش این مفصل هستند.

## مفاصل و رباط‌ها
مچ پا از سه مفصل تشکیل شده‌است که موجب حرکت به سمت بالا و پایین و دو طرف می‌شوند. مفاصل از نوع زُلاله‌ای (سینوویال) هستند که در انتها غضروف دارند و در محیط مایع زلاله‌ای حرکت می‌کنند. رباط‌ها نوارهای محکمی هستند که موجب اتصال استخوان‌ها به یکدیگر می‌شوند. ماهیچه‌ها و زردپی‌ها نیز به مفاصل کمک می‌کنند و نیروی کافی برای حرکت آنها را تأمین می‌نمایند.
رباط‌های ناحیه مچ پا بر اساس اتصالی که به استخوان‌های مچ دارند نام گذاری شده‌اند و عبارتند از:
رباط قاپ پاشنه‌ای جانبی، پاشنه‌ای تاسی، پشتی پاشنه‌ای تاسی، قاپ پاشنه‌ای بین استخوانی، قاپ پاشنه‌ای قدامی، پاشنه‌ای ناوسان روی پایی، قاپ ناوسان، داخلی پاشنه‌ای قاپی، خلفی پاشنه‌ای قاپی.

## قوزک
قوزک پا برآمدگی استخوان که در انتهای ساق پا و در قسمت مچ پا قرار دارد. در واقع دو بخش قوزک داخلی و قوزک خارجی وجود دارد.